# 煤煙

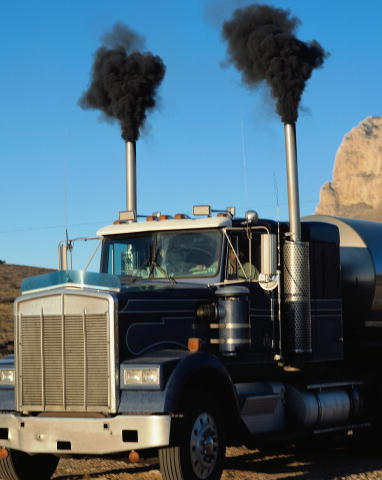
在沒有過濾裝置下，由柴油引擎排出的煤煙。

煤煙（Soot，又稱煙灰）是一种因碳氫化合物燃燒不完全而產生之成分不純的碳粒子，泛指包括煤、石油焦等燃料在燃燒之後所殘餘的物質。
煤煙被認為是全球暖化的第二主要成因。
煤煙是1級致癌物。